# 1716 Peter
1716 Peter este un asteroid din centura principală, descoperit pe 4 aprilie 1934, de Karl Reinmuth.